# Bad Religion
Bad Religion, američki punk rock sastav kojeg su 1979. u Woodland Hillsu, Kalifornija osnovali basist Jay Bentley, pjevač Greg Graffin, gitarist Brett Gurewitz i bubnjar Jay Ziskrout. Često im se priznaje da su sudjelovali u oživljavanju punk rocka, inspiriranju nekoliko kasnijih punk sastava tijekom 1980-ih kao i to da su tijekom svoje karijere utjecali na velik broj drugih punk i rock glazbenika. U 31 godini postojanja, Bad Religion je imao brojne postave u kojima je jedini izvorni član bio Greg Graffin.
Do 2020. godine, objavili su 17 studijski albuma, dva EP-a, tri kompilacije, dva uživo albuma i dva DVD-a.

## Članovi
- Greg Graffin - vodeći vokal, piano, sintisajzer, akustična gitara, (1979. - danas)
- Brett Gurewitz - gitara, back vokal, (1979. – 1983., 1986. – 1994., 2001. - danas)
- Jay Bentley - bas, back vokal (1979. – 1982., 1986. - danas)
- Greg Hetson - gitara (1984. - danas)
- Brian Baker - gitara, back vokal (1994. - danas)
- Brooks Wackerman - bubnjevi, perkusija (2001. – 2015.)

## Diskografija
- 1982. How Could Hell Be Any Worse?
- 1983. Into the Unknown
- 1988. Suffer
- 1989. No Control
- 1990. Against the Grain
- 1992. Generator
- 1993. Recipe for Hate
- 1994. Stranger Than Fiction
- 1996. The Gray Race
- 1998. No Substance
- 2000. The New America
- 2002. The Process of Belief
- 2004. The Empire Strikes First
- 2007. New Maps of Hell
- 2010. The Dissent of Man
- 2012. True North[5]
- 2019. Age of Unreason[6]